# Арандон-Пассен
Арандон-Пассен (фр. Arandon-Passins) — муніципалітет у Франції, у регіоні Овернь-Рона-Альпи, департамент Ізер. Арандон-Пассен утворено 1 січня 2017 року шляхом злиття муніципалітетів Арандон i Пассен. Адміністративним центром муніципалітету є Пассен. Населення — 1861 особа (01.01.2021).